# Palacio de Kachanivka
El palacio de Kachanivka (en ucraniano: Качанівський палац; en ruso: Качановский дворец) es una de las muchas fincas construidas por Piotr Rumiántsev, virrey de Catalina II de la Pequeña Rusia. Se encuentra en la ribera del río Smosh, cerca de la aldea de Kachaniva del óblast de Chernígov, Ucrania. 
Otra finca conocida de los Rumiántsev en la región sea el palacio de Rumiántsev-Paskévich.

## Historia
La residencia de Kachanivka fue erigida en la década de 1770 según los diseños neoclásicos de Karl Blank. La iglesia, el invernadero, la pajarera, la torre de agua y varios otros edificios datan del siglo XIX. Tras la muerte de Nikolái Rumiántsev, la propiedad pasó a manos de la familia Tarnowski. Vasil Tarnovski se interesó por la historia de Ucrania y reunió una colección de armas que habían pertenecido a los hetman de Ucrania. Entre los visitantes del siglo XIX de Kachanovka se encontraban Nikolái Gogol, Tarás Shevchenko, Iliá Repin, Mijaíl Vrúbel y Mijaíl Glinka (que trabajó en su ópera Una vida por el Zar en la casa de verano).
Aunque los soviéticos nacionalizaron el palacio para utilizarlo como colonia penal y hospital para tuberculosos, la mansión, incluyendo el extenso parque inglés y varias dependencias subsidiarias, está excepcionalmente bien conservada. Ha sido designada reserva cultural nacional desde 1982 y fue seleccionada como uno de los Siete Castillos y Palacios Maravillosos de Ucrania.

## Galería de imágenes

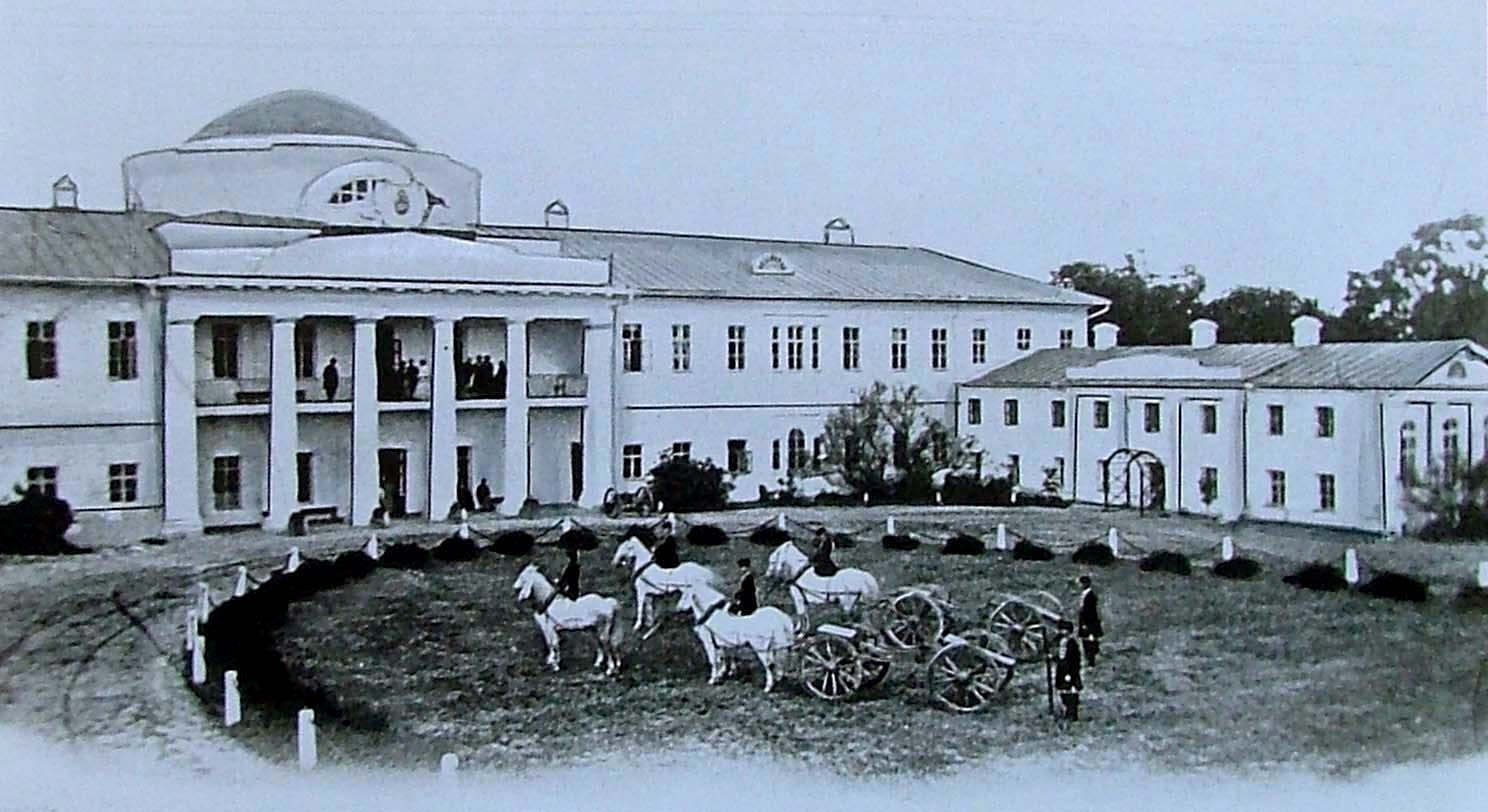
Palacio en 1880
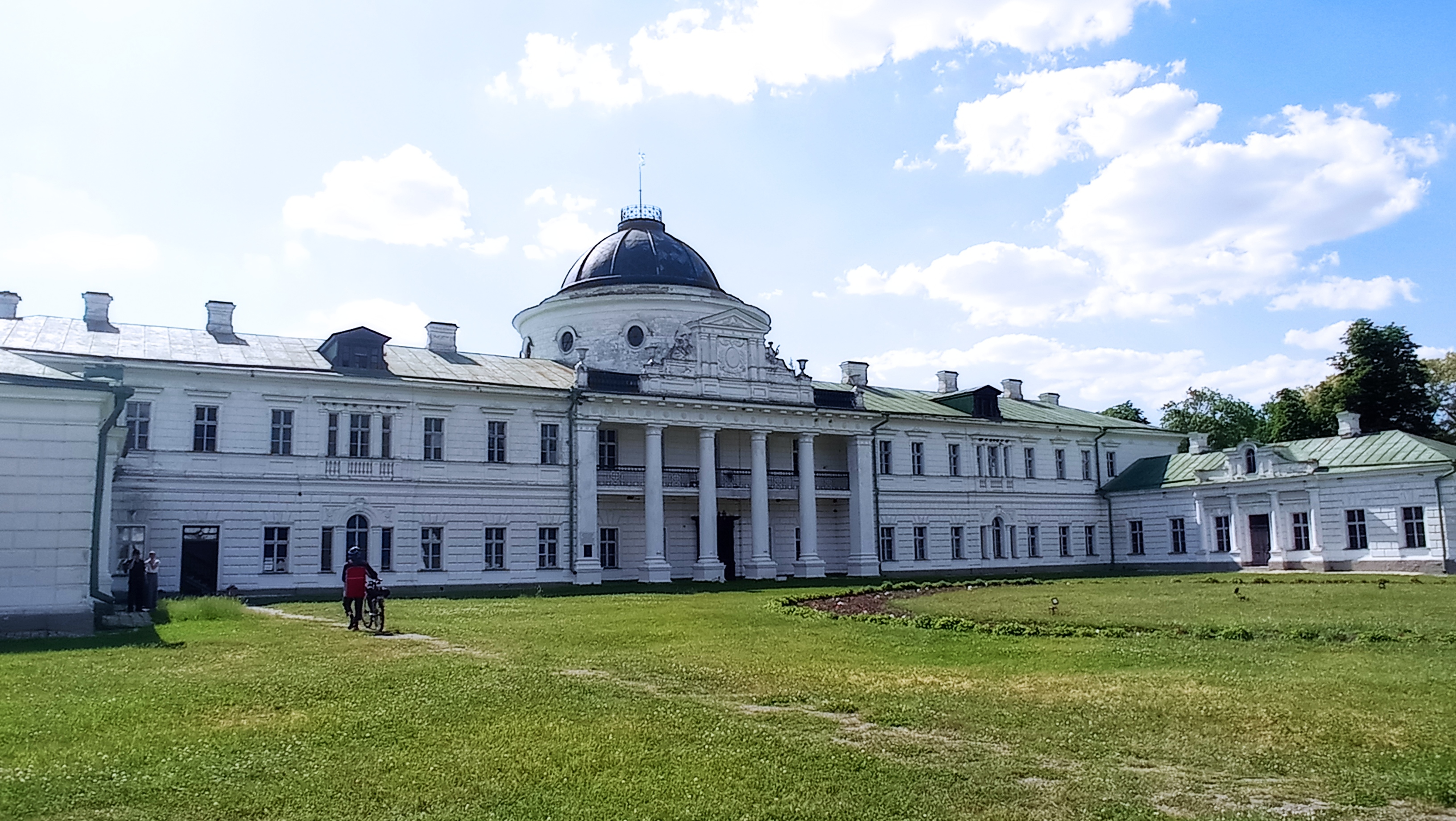
Fachada del edificio
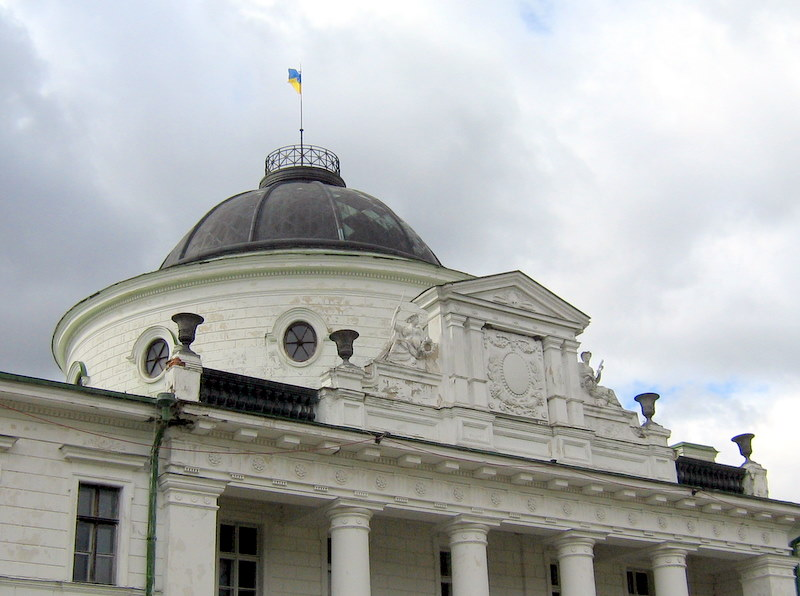
Frontón del palacio
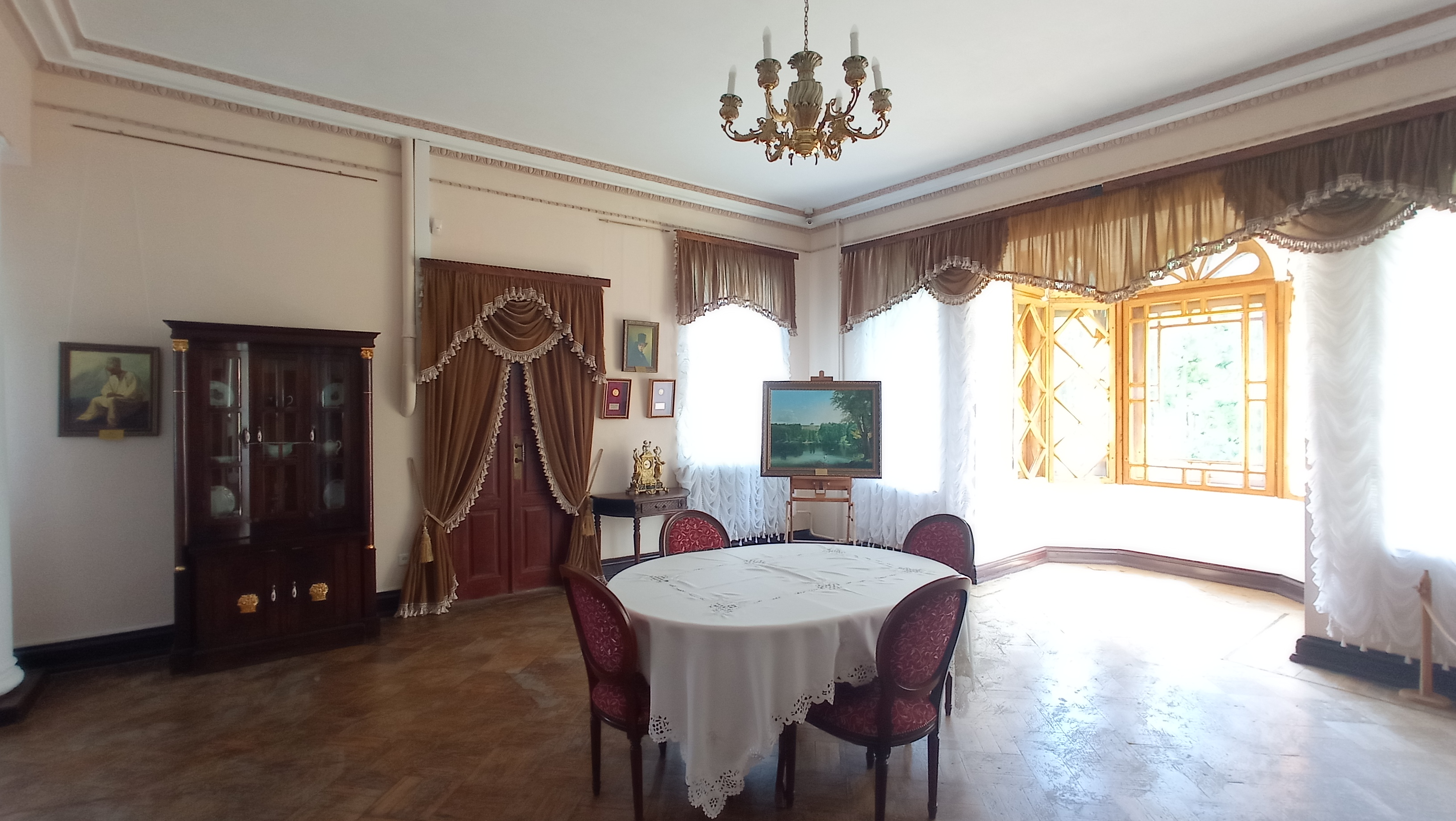
Interior del palacio